# Rinorea ferruginea
Rinorea ferruginea Engl. – gatunek roślin z rodziny fiołkowatych (Violaceae). Występuje naturalnie w Kenia, Tanzanii, Mozambiku, Zimbabwe i Zambii. 

## Morfologia
PokrójZimozielone drzewo lub krzew. Dorasta do 6 m wysokości.
LiścieBlaszka liściowa ma kształt od lancetowatego lub podługowatego do odwrotnie jajowatego. Mierzy 8–25 cm długości oraz 3–8,5 cm szerokości, jest ząbkowana lub piłkowana na brzegu, ma klinową nasadę i spiczasty wierzchołek. Ogonek liściowy jest owłosiony.
KwiatyZebrane w tyrsach o długości 4–10 cm, wyrastają na szczytach pędów. Mają działki kielicha o owalnym kształcie i dorastające do 2–3 mm długości. Płatki są owalnie lancetowate, mają białą barwę oraz 3–5 mm długości.
OwoceTorebki mierzące 11-17 mm średnicy, o niemal kulistym kształcie.

## Biologia i ekologia
Rośnie w lasach, na wysokości od 100 do 1300 m n.p.m.